# Jibengong
Il Jibengong (基本功, abilità basilare o tecnica essenziale) è un termine delle arti marziali cinesi che indica gli esercizi fondamentali e le tecniche di base di uno stile.  Esso comporta dei passi (Buxing, 步型) , delle tecniche di gamba (Tuifa), delle tecniche combinate (Jiben Dongzuo 基本动作), forma delle mani (Shouxing),  salti (Tiaoyue 跳跃), cadute (Diepu Fangong跌扑翻滚), equilibri (Pingheng 平衡), ecc.
Questo corpo di esercizi si è andato formando e sedimentando nel tempo attraverso l'esperienza dei praticanti di Wushu riunendosi in un insieme sistematico e completo. Attraverso i Jibengong il praticante è pronto ad eseguire e ad apprendere le arti marziali. Essi permettono di migliorare le proprie performance e rendono in grado di attuare le abilità combattive. Dal punto di vista fisico esaltano la flessibilità dei legamenti e la mobilità delle articolazioni, l'elasticità e la potenza dei muscoli, rendendo le azioni di qualità e veloci. Inoltre questi esercizi prevengono e riducono gli infortuni.
I Jibengong possono essere classificati in Waizhuanggong (外壮功, esercizi di irrobustimento esterno) e Neizhuanggong (内壮功, esercizi di irrobustimento interno).

### Video
- Jibengong del Baguazhang, su it.youtube.com.
- Wuxing Tongbeiquan Jibengong, su it.youtube.com.
- Tanglang Jibengong, su it.youtube.com.
- taiji Chen Jibengong, su it.youtube.com.
- Jibengong del Wushu Moderno, su it.youtube.com.
- Jibengong del Wushu Moderno 2, su it.youtube.com.